# Clinohelea tenuipes
Clinohelea tenuipes är en tvåvingeart som beskrevs av Tokunaga 1966. Clinohelea tenuipes ingår i släktet Clinohelea och familjen svidknott. Inga underarter finns listade i Catalogue of Life.